# Thalaina
Thalaina là một chi bướm đêm thuộc họ Geometridae.

## Các loài
Loài gồm có:
- Thalaina clara – Walker, 1855
- Thalaina selenaea – Doubleday, 1845